# Vereenigd Amsterdamsch Schaakgenootschap
Vereenigd Amsterdamsch Schaakgenootschap (VAS) – holenderski klub szachowy z siedzibą w Amsterdamie, 23-krotny mistrz kraju.

## Historia

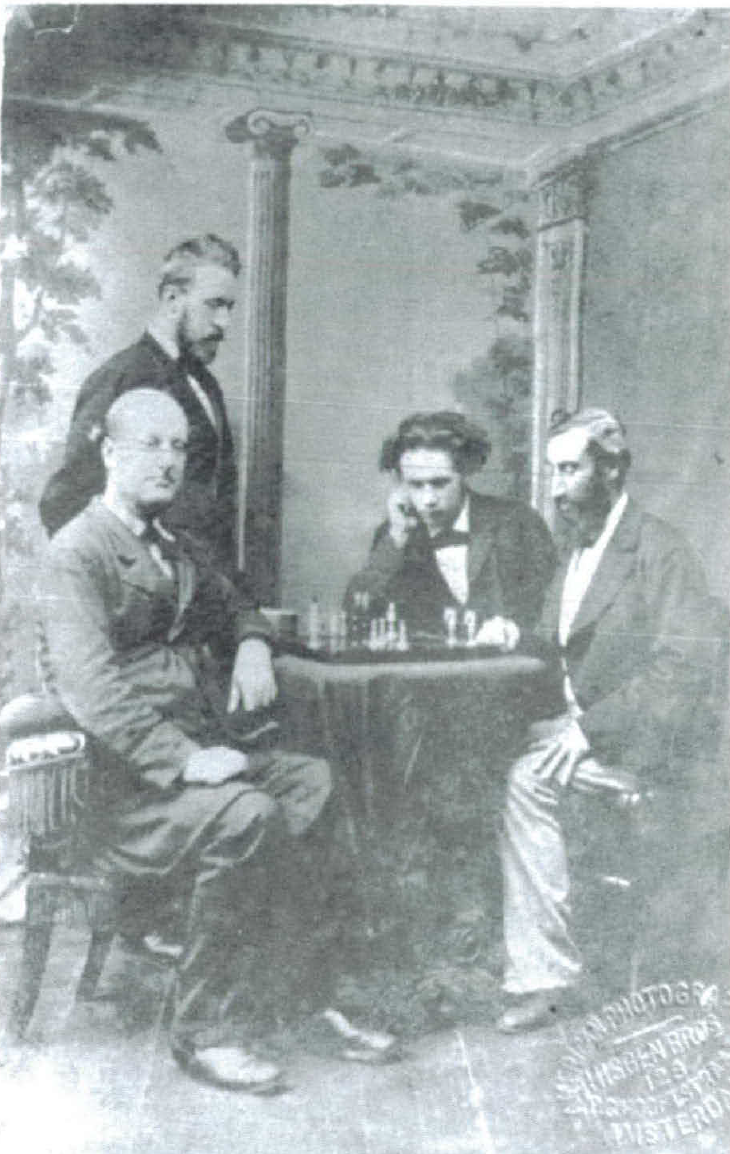
Spotkanie w siedzibie VAS w 1880 roku: Henry Bird, Rudolf Loman, Joost Pinedo i G. Mohr

Klub powstał w 1878 roku wskutek rozłamu w założonym w 1822 roku Amsterdamsch Schaakgenootschap (klub jako oficjalną datę powstania podaje rok 1822). W 1889 roku klub zorganizował międzynarodowy turniej szachowy. W 1923 roku wspólnie z Amsterdamsche SC VAS zorganizował turniej, który wygrał Max Euwe. W sezonie 1920/1921 klub uczestniczył w pierwszej edycji mistrzostw Holandii, zajmując trzecie miejsce. Zespół 23 razy zdobył mistrzostwo Holandii, co stanowi krajowy rekord (1923, 1927, 1935–1936, 1938–1942, 1947–1950, 1952–1953, 1955, 1957, 1959–1963, 1965). Podczas II wojny światowej klub stracił 36 członków, z czego 18 zostało zamordowanych w KL Auschwitz. W 1961 roku klub zainaugurował turniej IBM. W 1968 roku nastąpiło połączenie z Amsterdamsche SC i wystawienie drużyny pod nazwą VAS/ASC. W 1974 roku VAS/ASC spadł z pierwszej ligi. W 1984 roku VAS/ASC ponownie spadł z pierwszej ligi, następnie w 1986 roku z drugiej, a w 1990 z trzeciej. W 1997 roku klub powrócił do pierwotnej nazwy. W 2002 roku zespół awansował do Klasse 2, a dwa lata później do Klasse 1. W sezonie 2008/2009 zespół spadł z drugiej ligi. W 2023 roku klub powrócił do Klasse 1.
Zawodnikami klubu byli m.in. Johan Barendregt, Pascal Charbonneau, Bert Enklaar, Robert Hartoch, Lex Jongsma, Tim Krabbé, Salo Landau, Kick Langeweg, Joost Pinedo, Hans Ree, Thomas Roussel-Roozmon i Henri Weenink.